# Ram (fils de Hesron)
Pour les articles homonymes, voir RAM et Aram.
Ram (ou Arni ou Aram) appartient à la tribu de Juda. Il est un petit-fils de Jacob fils de Juda et de Tamar.

## Famille de Ram
Ram est un fils de Hesron,,, et le père d'Amminadab,,,.